# Амерешть (Вилча)
Амерешть, Амерешті (рум. Amărăști) — село у повіті Вилча в Румунії. Адміністративний центр комуни Амерешть.
Село розташоване на відстані 158 км на захід від Бухареста, 41 км на південний захід від Римніку-Вилчі, 55 км на північний схід від Крайови.

## Населення
За даними перепису населення 2002 року у селі проживали 675 осіб, з них 674 особи (99,9%) румунів. Рідною мовою 674 особи (99,9%) назвали румунську.